# Valencianas de Juncos
Llaneras de Toa Baja  - żeński klub piłki siatkowej z Portoryko. Swoją siedzibę ma w Juncos. Został założony w 2004.

## Sukcesy
- Mistrzostwa Portoryko:
  -  2007

## Kadra 2011/12
Źródło:
- 1.  Millianette Mojica
- 2.  Michelle Cardona
- 3.  Kim Willoughby
- 4.  Blair Brown
- 5.  Ivonessa García
- 6.  Guadalupe Bou
- 7.  Gloriana García
- 8.  Dolly Meléndez
- 9.  Sheila Ocasio
- 10. Shenyse Torres
- 12. Joshyel Monge
- 13. Shirley Ferrer
- 15. Tanisha Peña
- 17. Kelly Fidero
- 18. Mekana Barnes